# Letteratura francese medievale
Si indica come letteratura francese medievale la produzione letteraria sviluppatasi durante il Medioevo in Francia, considerando quindi sia la letteratura in lingua d'oïl sia quella in lingua d'oc.
Il primo testo scritto in lingua romanza, che segna il definitivo distacco dal latino, è il famoso Giuramento di Strasburgo, dell'842, prezioso documento sia per l'antico francese sia per l'antico tedesco.
Il primo testo letterario è invece la Sequenza di Sant'Eulalia, scritta probabilmente tra l'881 e l'882 in antico francese, di argomento religioso: si tratta dell'adattamento di un poema latino realizzato per un'occasione liturgica a cui segue, dopo pochi anni, un'importante Passione di Cristo.
Ma i primi grandi testi della letteratura medievale si collocano più tardi, dall'XI secolo, in un momento di sviluppo economico e d'incremento demografico dopo i periodi delle invasioni, dell'anarchia e delle epidemie.

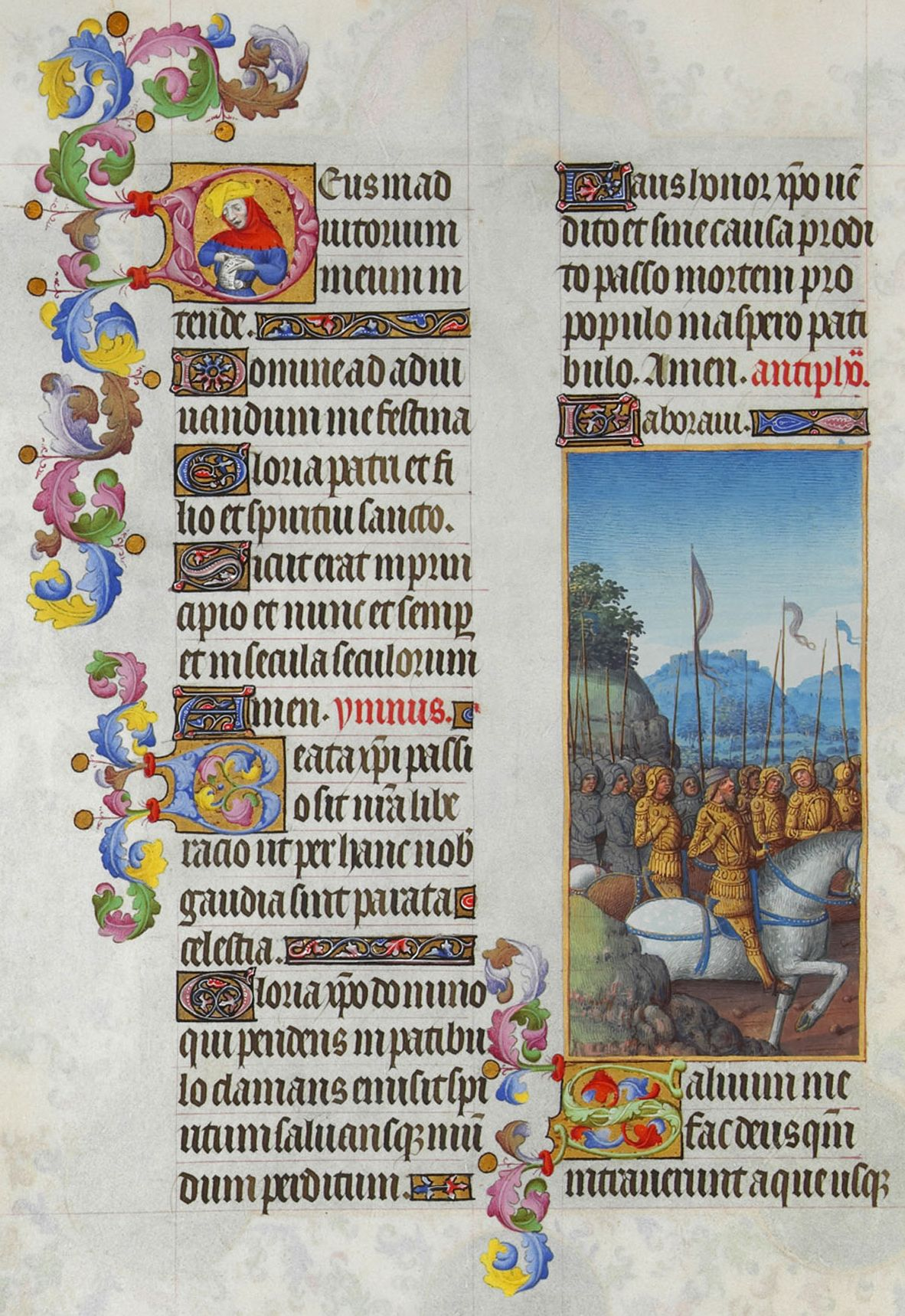
Manoscritto dell'inizio del XV secolo

## Introduzione

### L'evoluzione della lingua dal V al XV secolo
Il territorio dell'odierna Francia era anticamente occupato, fino alla conquista romana (metà del I secolo a.C.), da popolazioni celtiche le cui parlate hanno influito in maniera minima sull'evoluzione della lingua latina.
Il latino, insegnato nelle scuole, rimase la lingua della religione, degli scritti scientifici, degli atti amministrativi e legislativi e delle tarde opere letterarie. La lingua parlata, tuttavia, si evolse a contatto con le popolazioni locali e più tardi sotto l'influenza degli invasori germanici, differenziandosi nettamente dal latino classico e assumendo tratti diversi da regione a regione.
Si suole suddividere le diverse parlate nel territorio francese durante il Medioevo in due ceppi principali: al nord della Loira, la lingua d'oïl o antico francese, al sud la lingua d'oc, secondo la terminologia usata da Dante Alighieri. La lingua d'oïl (nella quale oïl significa "sì") in realtà includeva una pluralità di dialetti diversi da regione e regione: maggiormente influenzati dalle lingue germaniche, questi dialetti nordici avevano sviluppato delle strutture fonetiche e sintattiche differenti dalle lingue parlate nel sud della Francia, anch'esse diversi dialetti raggruppati sotto la denominazione di "lingua d'oc" o "occitano", di cui il più importante è il provenzale. Con la crescita del potere reale e l'annessione delle regioni meridionali, il franciano, parlato all'origine in Île-de-France, si afferma sulle altre varietà dal XIII secolo e diventerà il francese moderno.
Nella penisola della Bretagna si parlava il bretone, una lingua celtica. A sud-est si parlava il catalano mentre ad est si parlavano le lingue germaniche e il provenzale, o lingua d'oc.
Per quanto riguarda i testi in questa lingua, si parla anche, per i manoscritti dal IX al XIII secolo di "antico francese": la sua successiva evoluzione si riscontra nei testi del XIV, XV e XVI secolo sotto la denominazione di "medio francese", e poi più tardi come "francese moderno".

### Il periodo
La prima fase della letteratura francese è caratterizzata dal fiorire delle Canzoni di Gesta in lingua d'oïl, parlata nel nord della Francia, lunghi poemi di migliaia di versi composti per la recitazione pubblica, ad argomento storico e militare. Esse cantano, sotto una forma epica che mescola leggenda e fatti reali, le gesta dei guerrieri del passato, mettendo in luce i valori dell'ideale cavalleresco. La più antica e famosa è la Chanson de Roland, scritta nell'XI secolo, che racconta, idealizzandole, le imprese dell'esercito di Carlo Magno.

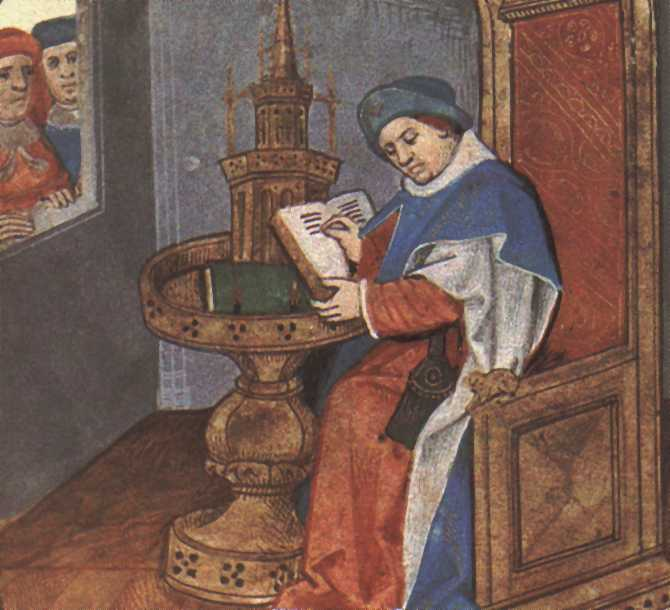
Guillaume de Lorris, miniatura di un manoscritto del Roman de la Rose

Mentre al nord si sviluppa la letteratura epica, al sud, a partire dal XII secolo, fiorisce la letteratura cortese in lingua d'oc, il cui tema principale è il culto dell'amore unico, perfetto ma infelice. Questi poemi erano cantati nelle corti dai troubadours, che poi vennero imitati al nord dai touvères. Il primo romanziere della letteratura francese, Chrétien de Troyes (1135 circa - 1190 circa), riprende e rielabora questa tradizione nei suoi romanzi in versi. Se ne notano le ultime propaggini nel Roman de la Rose del XIII secolo, il cui inizio è opera di Guillaume de Lorris, autore ancora cortese, mentre il seguito di Jean de Meung si discosta ormai nettamente da questo ideale.
In questo periodo si sviluppano altre forme e opere letterarie, come il Roman de Renart, un insieme di racconti in versi o in prosa che raccontano le avventure di animali dotati di ragione. La volpe, l'orso, il lupo, il gallo, il gatto, ecc. hanno ciascuno un tratto del carattere umano: disonestà, ingenuità, furbizia... Gli autori, anonimi, deridono in queste favole i valori feudali e la morale cortese.
Contemporaneamente (XIII secolo), il poeta parigino Rutebeuf si fa testimone della debolezza umana, dell'incertezza e della povertà opposte ai valori cortesi.
Le prime croniche storiche scritte in francese sono dei racconti di crociate del XII secolo. Alcuni di essi, come le opere di Jean de Joinville che ripercorre la vita di Luigi IX il Santo, hanno anche un fine morale e idealizzano i fatti narrati. Più tardi, la guerra dei Cent'Anni (1337 - 1453) è descritta da Jean Froissart (1337 - 1410?) in due libri intitolati Chroniques (Cronache).
Dopo la guerra dei Cent'Anni, il poeta François Villon (1431 - 1463?) si fa portavoce dei disordini e della violenza di quest'epoca. Orfano di nobili origini e studente a Parigi, viene condannato per furto e assassinio; la sua opera, colta e popolare insieme, esprime la sua rivolta contro le ingiustizie dei suoi tempi.
Il teatro religioso si sviluppa nel corso del Medioevo, mettendo in scena dapprima i "misteri", opere di argomento religioso composte in occasione di importanti festività come il Natale, la Pasqua e la Pentecoste. A fianco di questo teatro, se ne sviluppa un altro profano, comico, fatto di "farse" che appaiono fin dal XV secolo e che sono severamente represse dalle autorità religiose.

## Le opere e gli autori
La maggior parte della produzione letteraria francese medievale è in versi.
La lingua francese non ha un significativo accento di sillaba (come l'inglese o il latino): la metrica francese è infatti determinata dal numero sillabe, come in tutte le moderne lingue romanze.
I metri più comuni sono il décasyllabe (come dice il nome, di 10 sillabe), l'octosyllabe (di 8 sillabe) e l'alexandrin (di 12 sillabe, ma introdotto più tardi). La maggior parte delle opere di questo periodo è scritta in decasillabi, oppure in ottosillabi.

### I primi testi in volgare
- IX secolo:
  - La Séquence de sainte Eulalie (Cantilena di sant’Eulalia).
- X secolo:
  - La Vie de saint Léger (Vita di san Leggero).
- XI secolo:
  - La Vie de saint Alexis (Vita di sant’Alessio).

### Lecanzoni di gesta
Subito dopo l'anno Mille si era venuta elaborando una letteratura epico-cavalleresca che celebrava i valori della società feudale aristocratica, come la fede religiosa, la fedeltà al proprio sovrano, la difesa dei deboli, il rispetto per la donna.
Le chanson de geste o épopée, dell'XI e XII secolo in lingua d'oïl, sono poemi epici di varia lunghezza, che celebrano le gesta di un eroe e si articolano in diversi cicli. Tre sono i principali:

#### LaGeste du roi

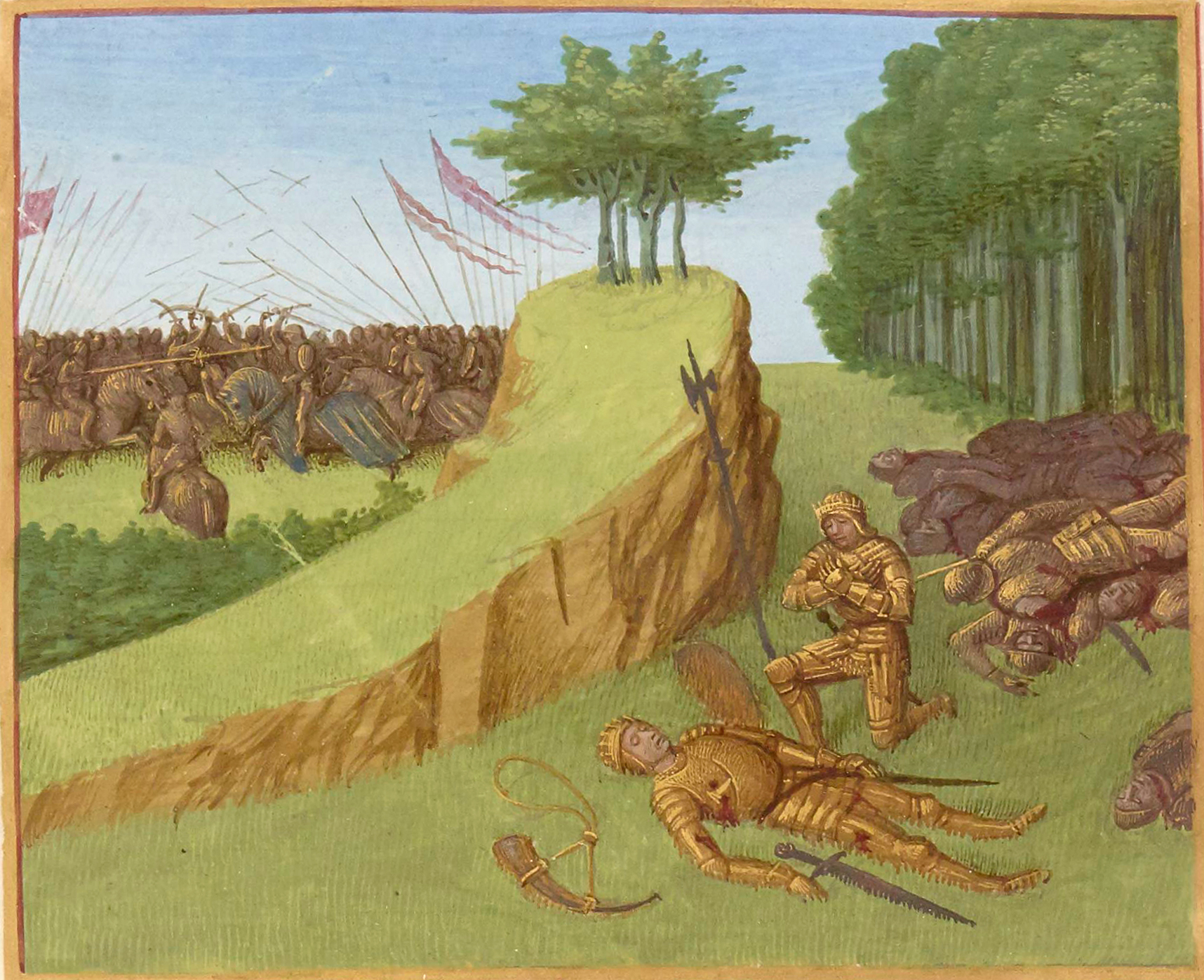
La morte di Orlando a Roncisvalle, miniatura di Jean Fouquet (metà del XV secolo)

Il ciclo della Geste du roi (Gesta del re) è centrata sul personaggio di Carlo Magno e raggruppa una trentina di testi che ricostruiscono una storia poetica della vita dell'imperatore. Esso assorbe nella sua leggenda tutti i Carolingi da Carlo Martello in poi: a lui vengono attribuite tutte le imprese, le difficoltà, le vittorie. Attorno a lui si concentrano eroi e personaggi sia storici che leggendari.
- Classificazione cronologica delle principali canzoni:
  - XI secolo e inizio del XII: La Chanson de Roland, Le pèlerinage de Charlemagne (Il pellegrinaggio di Carlo Magno);
  - XII secolo: Mainet, Les Saisnes, Aspremont, Fiérabras, Huon de Bordeaux, Ogier le Danois, Le couronnement de Louis;
  - XIII secolo: Otinel, Gui de Bourgogne, Berte aux grands pieds.
- Classificazione in rapporto a Carlo Magno:
  - La gioventù: Berte aux grands pieds, Mainet;
  - La devozione, le guerre:
    - Le pèlerinage de Charlemagne,
    - Guerre contro i Saraceni: La chanson de Roland, Aspremont, Fiérabras, Otinel, Gui de Bourgogne,
    - Guerre contro i Sassoni: Les Saisnes;

  - I figli, il declino: Huon de Bordeaux, Le couronnement de Louis.

#### Le gesta di Garin de Monglane
Le gesta di Garin de Monglane comprendono circa 25 canzoni centrate sul personaggio di Guglielmo d'Orange, bis-nipote di Garin de Monglane, antenato leggendario. Guglielmo d'Orange è sopravvivenza epica di Guglielmo, conte di Tolosa e cugino di Carlo Magno, consigliere di Luigi, figlio di Carlo, che si trovò alla testa del reame d'Aquitania (778); egli si trovò a fronteggiare un'invasione saracena nel 793, conquistò Barcellona creando una Marca di Spagna, e infine si ritirò in un monastero dove morì nell'812. Varie leggende e numerosi poeti gli diedero un titolo e delle imprese: divenne Guglielmo "Fiérabras" ("Fortebraccio"), "au Court-Nez" ("dal Naso Corto"), di Narbonne, d'Orange; suo antenato diventò Garin de Monglane, e suo nonno Ernand de Beaulande, suo zio Girart de Vienne e suo padre Aimeri de Narbonne, sua moglie una saracena convertita, Orable o Guibourc (il suo nome cristiano), sua sorella sposò il re Luigi che protegge, ed ebbe sette fratelli. Gli avvenimenti si concentrano perlopiù in Linguadoca e in Provenza.
- Classificazione cronologica delle principali canzoni:
  - XII secolo: La chanson de Guillaume, Le charroi de Nîmes, La prise d'Orange, Le moniage Guillaume, Les Aliscans;
  - XIII secolo: Aimeri de Narbonne, Girart de Vienne.
- Classificazione cronologica secondo gli avvenimenti narrati: Girart de Vienne, Aimeri de Narbonne, La chanson de Guillaume, Le charroi de Nîmes, La prise d'Orange, Les Aliscans.

#### Le gesta di Doon de Mayence
Le gesta di Doon de Mayence, dominate dal tema delle lotte feudali, comprendono molte canzoni raggruppate in modo più artificiale rispetto ai cicli precedenti.
Alcuni titoli: Gormont et Isembart (XII secolo), Girart de Roussillon (XII secolo), Garin le Lorrain (XII secolo), Raoul di Cambrai (XII secolo), Renaud de Montauban (XIII secolo).

#### IlCycle de la croisade
Un quarto gruppo di chansons de geste è il ciclo della crociata, che tratta le vicende della Prima Crociata e il suo seguito, fino alla caduta di Gerusalemme. Il nucleo più importante del ciclo è rappresentato da Chanson d'Antioche, Les Chétifs e Chanson de Jérusalem.

### La letteratura cortese

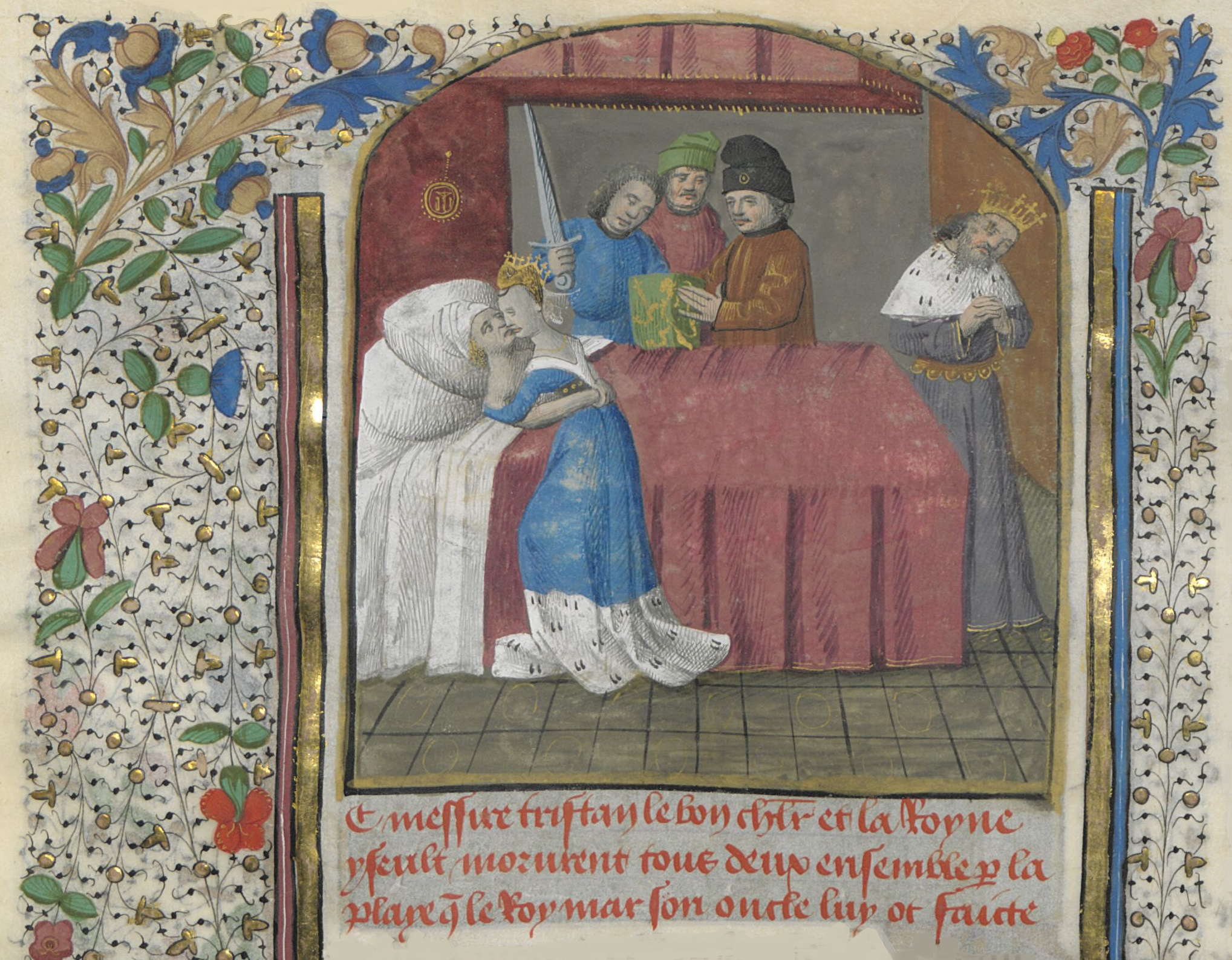
La morte di Tristano e Isotta in una miniatura del XV secolo

#### La poesia di corte
Nel XII secolo, e fino al XIII, si sviluppa nelle raffinate corti del sud della Francia una poesia elevata a tema amoroso in lingua d'oc, cantata dai cosiddetti troubadour, di cui citiamo i principali:
- Arnaut Daniel;
- Guglielmo IX, conte di Poitiers e duca d'Aquitania;
- Jaufré Rudel;
- Bernard de Ventadorn;
- Bertran de Born;
- Folchetto da Marsiglia;
- Peire Vidal.

Temi e motivi saranno ripresi, ma anche rielaborati, dai trouvères del nord, che cantano in lingua d'oïl, come:
- Conon de Béthune;
- Gui II, castellano di Couci;
- Blondel de Nesle;
- Gace Brulé;
- Jean Bodel;
- Thibaut IV de Champagne;
- Adam de la Halle;
- Rutebeuf;
- Colin Muset.

#### I romanzi della Tavola Rotonda
Il romanzo si oppone alla "materia di Francia" in quanto presenta una materia "vana e piacevole", come racconto di avventure in genere inventate, al contrario della Canzone di Gesta che ha sempre - o meglio pretende di avere - fondamento storico. I romanzi hanno come origine le tradizioni celtiche su Re Artù e i suoi cavalieri; si aggiungano le leggende cristiane sul Graal (il vaso nel quale Giuseppe di Arimatea raccolse il sangue di Cristo, il Santo Calice) e l'influenza della tradizione letteraria greca e latina. Questo genere si sviluppa intorno al XII secolo e comprende tra l'altro:
- I lai di Maria di Francia, una raccolta di una quindicina di novelle in versi scritte tra il 1160 e il 1175;
- Le trascrizioni della leggenda di Tristano ed Isotta, delle quali le principali sono i due romanzi di Béroul (1150 circa), la versione più antica, e di Tommaso d'Inghilterra (1170 circa), la versione "cortese";
- I romanzi di Chrétien de Troyes (1130? - 1191?).

#### I romanzi di avventure dal XII al XV secolo
Questi romanzi si distinguono nettamente dai precedenti in quanto non traggono più temi e eroi dalla "materia bretone", essendo le loro fonti diverse e spesso di origine bizantina:
- Le roman des sept sages (Il romanzo dei sette saggi), Floire et Blanchefleur (Florio e Biancofiore), Parténopeus de Blois, Châtelaine de Vergy (La castellana di Vergy), Jean de Paris;
- Il cantafavola Aucassin et Nicolette, seconda metà del XII secolo, breve romanzo scritto parte in versi e parte in prosa.

### La letteratura colta e allegorica

#### I romanzi antichi
Questi romanzi, detti anche "materia di Roma", si ispirano dalle grandi storie dell'Antichità e sono scritti da chierici che traducono in volgare, commentano e adattano le opere greche e latine: il Roman d'Alexandre (1150 circa) narra la storia di Alessandro Magno, il Roman de Thèbes (1150 circa) riprende i miti che ruotano attorno a Tebe, il Roman d'Enéas (1160 circa) rielabora l'Eneide di Virgilio, il Roman de Troie (1165 circa di Benoît de Sainte-Maure) l'Iliade di Omero, il Roman de Jules César (1250 circa) narra la storia di Giulio Cesare.

#### Il romanzo allegorico
La principale opera allegorica, e quella che ebbe maggior diffusione per tutto il Medioevo, è il Roman de la rose, lunghissimo romanzo in versi, che si compone di due parti distinte: la prima fu composta da Guillaume de Lorris nel 1230 circa, la seconda da Jean de Meung nel 1275 circa.

#### La letteratura didattica
Il Medioevo è ricco di trattati didattici di ogni genere, in prosa o in versi. Citiamo:
- i numerosi Bestiari, come quelli di Filippo di Thaon (XII secolo) o di Guglielmo il Chierico (XIII secolo);
- il genere dei dits (detti): il Dit des rues de Paris (Detti delle strade di Parigi), il Dit des cordeliers (Detti dei cordari), ecc.;
- il Livre pour l'enseignement de ses filles (Libro per l'insegnamento delle sue figlie) del Chevalier de La Tour Landry;
- la Livre pour l'enseignement de ses filles;
- il Tacuinium sanitatis, trattato medico.

### La letteratura borghese e satirica
La letteratura borghese e satirica si oppone allo spirito feudale, cavalleresco o cortese con i suoi motivi di satira, di critica o di comicità popolare. Citiamo:
- gli Isopet, favole il cui nome deriva da quello del favolista greco Esopo, e delle quali la più celebre raccolta è quella di Maria di Francia;
- il Roman de Renart;
- i Fabliau;
- la literature d’Arras; in particolare i dits e la poesia del nonsense;
- I dits di Rutebeuf.

### La poesia lirica

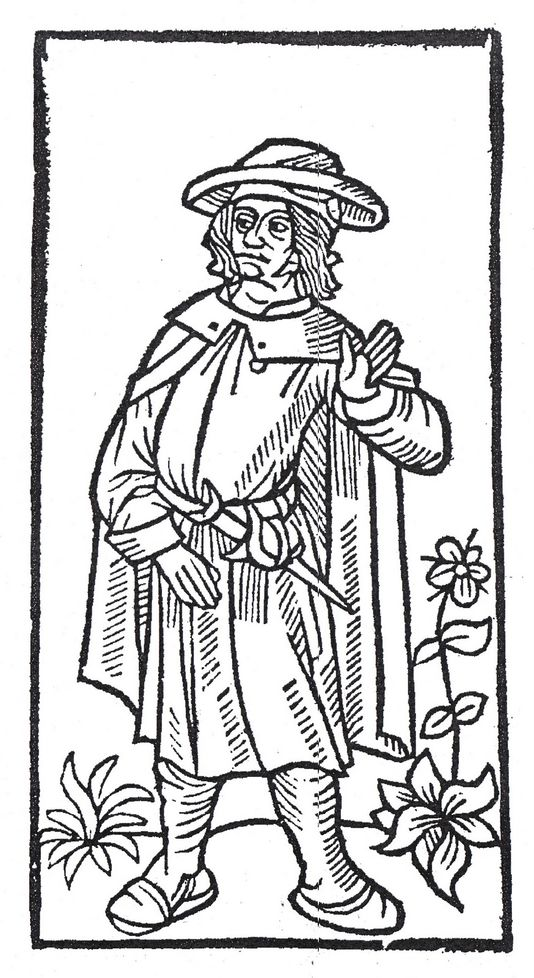
François Villon

La poesia lirica del Medioevo deriva dalla canzone: canzone di tela, mottetto, alba, pastorelle, ecc. Non ancora del tutto chiariti sono i rapporti che intrattiene con la lirica cortese.

#### XIV e XV secolo
Nel XIV e XV secolo appaiono nuovi generi, come il rondeau, il rondello, il lai, il virelai, la ballata, il canto reale, ecc.
Citiamo i principali poeti:
- Guillaume de Machaut;
- Jean Froissart;
- Eustache Deschamps;
- Christine de Pisan;
- Alain Chartier;
- Charles d'Orléans;
- François Villon.

### Il teatro

#### Il teatro sacro
- Dall'XI al XIV secolo:
  - Tra i principali drammi liturgici, citiamo:
    - Le jeu d'Adam, Les vierges folles (Le vergini folli), Les prophètes du Christ (I profeti di Cristo), Le drame d'Adam (Il dramma di Adamo), Le jeu de la résurrection (Il gioco della risurrezione);

  - Tra i principali miracoli, citiamo:
    - Le jeu de saint Nicolas (Il gioco di san Nicola) di Jean Bodel;
    - Le miracle de Théophile (Il miracolo di Teofilo) di Rutebeuf;
    - Les miracles de Notre-Dame (I miracoli di Notre-Dame).
- Nel XV secolo:
  - I misteri erano recitati da confraternite di attori, di cui la più famosa è la Confraternita della Passione a Parigi. I principali spettacoli rimastici sono:
    - La Passion (La Passione) di Arnoul Gréban;
    - La Passion (La Passione) di Jean Michel;
    - Le mystère de saint Louis (Il mistero di san Luigi) di Pierre Gringoire o Gringore;
    - Le mystère de Troie (Il mistero di Troia) di Jacques Millet.

#### La commedia
- Dal XIII al XV secolo, si registrano:
  - Monologhi;
  - Le jeu de la feuillée e Le jeu de Robin et Marion di Adam de la Halle;
- Nel XV secolo:
  - Farse:
    - La farce de maître Pathelin;

  - Moralità:
    - La condamnation de banquet di Nicole de la Chesnaye;

  - Sottie:
    - Le jeu du prince des sots di Pierre Gringoire o Gringore;

  - Parodie di sermoni:
    - Les mystères de l'ouest.

### La storiografia e il sermone

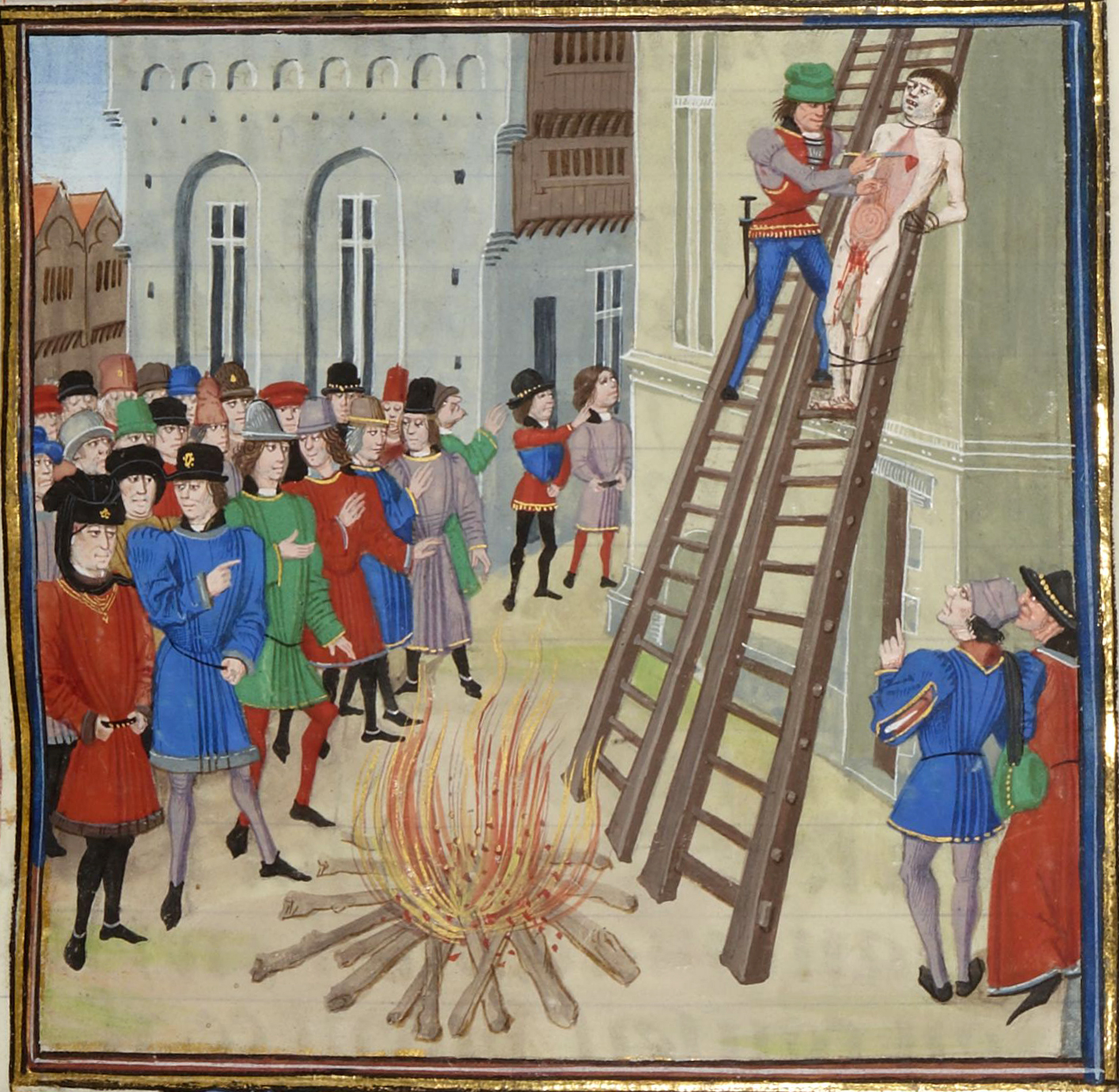
Illustrazione da un manoscritto di Jean Froissart

#### La storia in versi
Spesso in bilico tra storia reale e fantastica, citiamo, soprattutto nel XII secolo:
- Robert Wace: Le roman de Brut (Il romanzo di Bruto) e Le roman de Rou (Il romanzo di Rou);
- Géoffroy Gaymard: L'histoire des Angles (La storia degli Angli);
- Benoît de Sainte-Maure: La chronique des ducs de Normandie (Cronaca dei duchi di Normandia).

#### Le cronache
Citiamo, a partire dal XIII secolo:
- Robert de Clari: L'histoire de la conquête de Constantinople (Storia della conquista di Costantinopoli);
- Geoffroi de Villehardouin: La conquête de Constantinople (La conquista di Costantinopoli);
- Jean de Joinville: Le livre des saintes paroles et des bonnes actions de saint Louis (Il libro delle sante parole e delle buone azioni di san Luigi);
- Geoffroi de Paris: Chronique du temps de Philippe le Bel (Cronaca del tempo di Filippo il Bello);
- Jean le Bel: Vraies chroniques (Cronache vere);
- Jean Froissart: Chroniques (Cronache);
- Christine de Pisan: Le livre des faits et bonne mœurs du sage roi Charles V (Il libro dei fatti e buoni costumi del saggio re Carlo V);
- Enguerrand de Monstrelet, Georges Chastelain e Olivier de la Marche, cronachisti dei duchi di Borgogna;
- Jean Juvenal des Ursins: Histoire du règne de Charles VI (Storia del regno di Carlo VI);
- Philippe de Commines, biografo di Luigi XI;
- Nicole Gilles: Chroniques et annales de France (Cronache e annali di Francia).

#### Il sermone
Tra i più importanti autori di sermoni celebri nel Medioevo, citiamo:
- San Bernardo di Chiaravalle;
- Maurice de Sully;
- Jacques de Vitry;
- Jean Gerson;
- Olivier Maillard.